# Съпротива (психология)
Вижте пояснителната страница за други значения на Съпротива.
Съпротивата или още съпротива на осъзнаване е защитен механизъм на Аз-а. Съпротивата се проявява чрез реакции на гняв, смущение, притеснение, забравяне, отказ от дискусия и психосоматични реакции като треперене, изчервяване, изпотяване и други в индивида, обикновено в психоаналитичната практика. Съпротивата се появява с цел да не позволи на дадено психично съдържание, което е било изтласкано, да се осъзнае поради опасността за здравето на индивида (истинска или въображаема).